# Ледяной червь (проект)

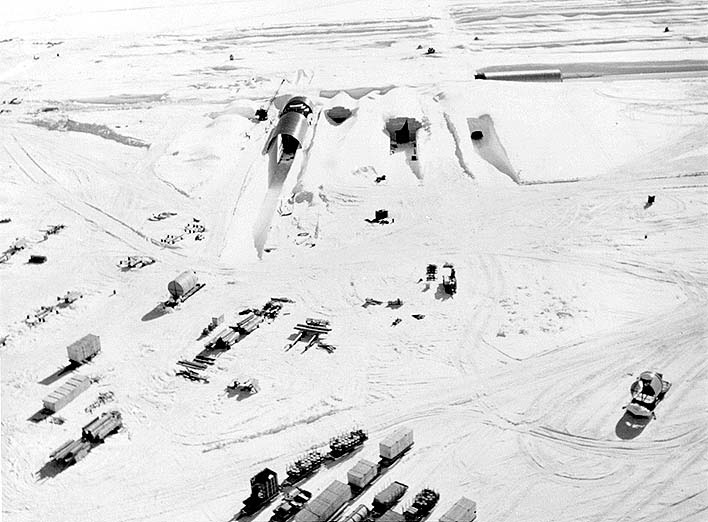
Мобильная АЭС PM-2A

Проект «Ледяной червь» (англ. Project Iceworm) — кодовое название секретного американского проекта времён Холодной войны по размещению сети мобильных стартовых площадок межконтинентальных баллистических ракет под ледяным щитом Гренландии.
Запущен в 1958 году, свёрнут в 1966 году.

## История
По замыслу американского командования в ледяном щите Гренландии планировалось провести систему туннелей длиной 4000 километров и развернуть в ней около 600 межконтинентальных баллистических ракет, нацеленных на СССР. В соответствии с планом, местоположение ракет должно было периодически меняться.
Для проработки деталей плана на практике в 240 километрах от американской военной базы Туле, расположенной на северо-западе острова Гренландия, была заложена научно-исследовательская база Camp Century, располагавшаяся на леднике высотой 2000 метров. В процессе работ был проложен 21 туннель общей протяжённостью 3000 метров, подо льдом были возведены магазин, церковь и другие социальные объекты. Общее количество сотрудников, задействованных в строительстве и проживающих подо льдом, составляло 200 человек. С 1960 по 1963 годы поставка электроэнергии осуществлялась посредством первого мобильного ядерного реактора «Alco PM-2A». Вода бралась непосредственно из ледников.
На определённом этапе реализации проекта было выявлено, что перемещение ледников внутри ледяного щита намного более интенсивно, чем ожидалось при планировании, и разрушение возведённых во льду объектов наступало приблизительно через 2 года после их строительства. На основании этих данных в 1966 году проект был закрыт.
Данные о проекте были разглашены в 1997 году, когда парламент Дании поручил Датскому институту внешней политики исследование по вопросу истории использования ядерного оружия на территории Гренландии в связи со скандалом вокруг авиакатастрофы над базой Туле.

## Влияние изменения климата
Эксплуатация объекта была прекращена в 1967 году. Остатки его сооружений и отходы, включая радиоактивные, были оставлены на месте, поскольку предполагалось, что они будут навечно погребены под слоем снега. Однако, исследования 2016 года показали, что эта часть гренландского ледяного щита может начать таять к концу столетия и тогда остатки инфраструктуры и оставшиеся биологические, химические и радиоактивные отходы могут попасть в окружающую среду и нарушить близлежащие экосистемы.